# Museu do Surf

## História

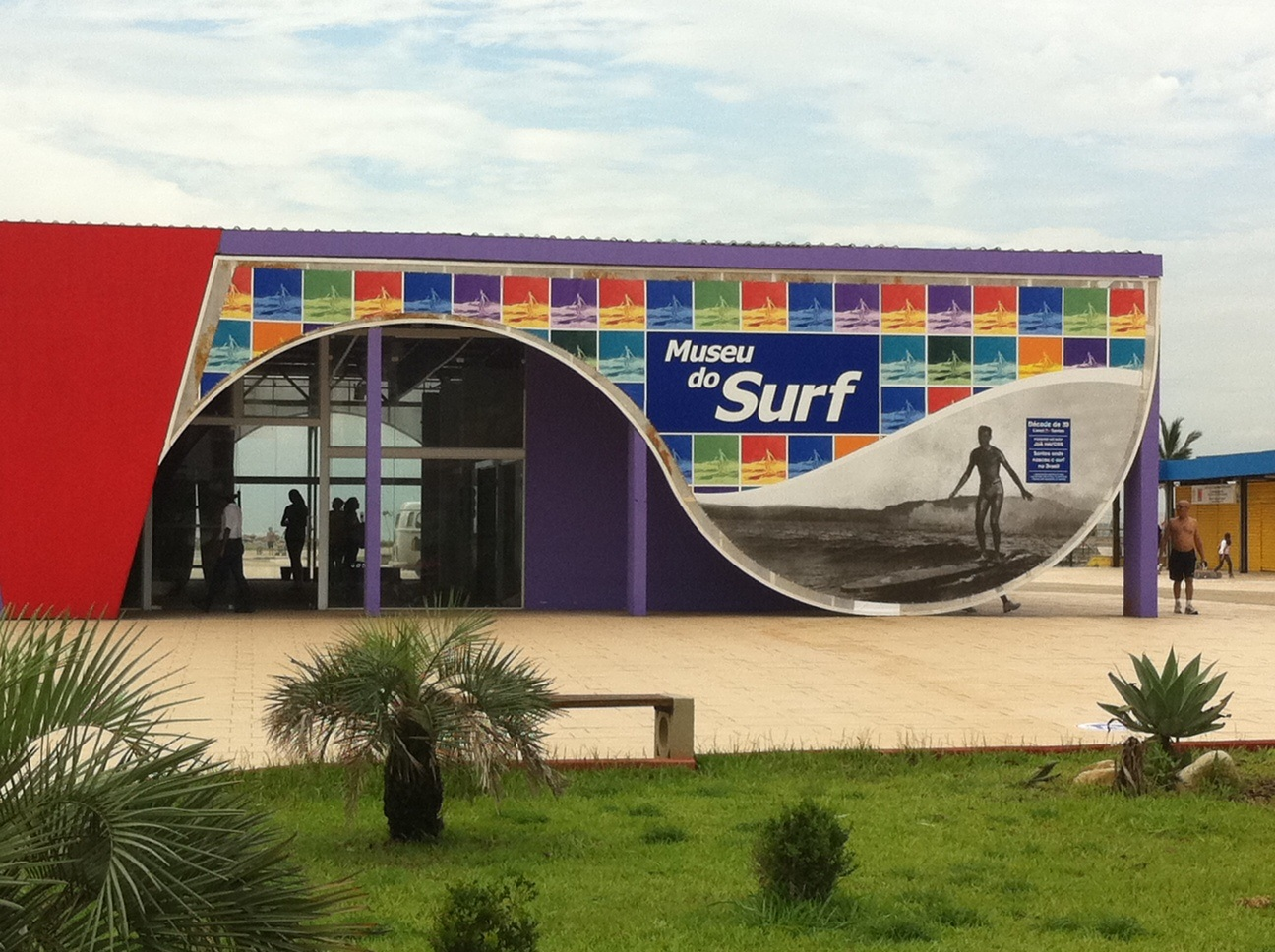
Fachada do Museu

Inaugurado em 26 de janeiro de 2009, o Museu do Surf de Santos foi idealizado por Diniz Iozzi, o Pardhal. O museu ocupa um espaço projetado pelo arquiteto Ruy Ohtake, e integra o Parque Municipal Roberto Mário Santini, no bairro José Menino em Santos. O prédio é considerado o primeiro museu dedicado ao surf no país, apresentando a história da modalidade em Santos e região, enfatizando seu pioneirismo no Brasil.
A construção do Museu sofreu diversas paralisações, enfrentando entraves de instituições como a Secretaria Estadual de Meio Ambiente, SABESP, IBAMA e o Ministério Público Federal. As exigências para prevenção de impactos ambientais e construção de equipamento desnecessário no espaço público foram solucionadas pela Prefeitura de Santos com a utilização de materiais de caráter próvisório, em concreto pré-fabricado e fibra, possibilitando a fácil remoção caso necessário.

## Acervo

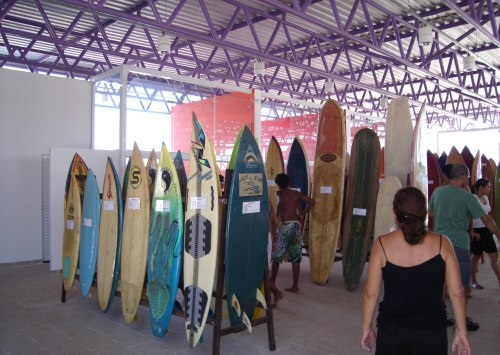
Acervo

O museu contava com cerca de 70 pranchas expostas, todas com informações do shaper, proprietário, tamanho, ano e local de fabricação. As peças estavam divididas por décadas, o que permitia ao visitante apreciar a evolução das pranchas ao longo dos anos.
Também estavam expostas diversas fotos que mostravam como foi o início do esporte no Brasil, a cultura que se formou em torno do surf, as primeiras competições e os primeiros ídolos que o Surf formou na região.

## Declínio

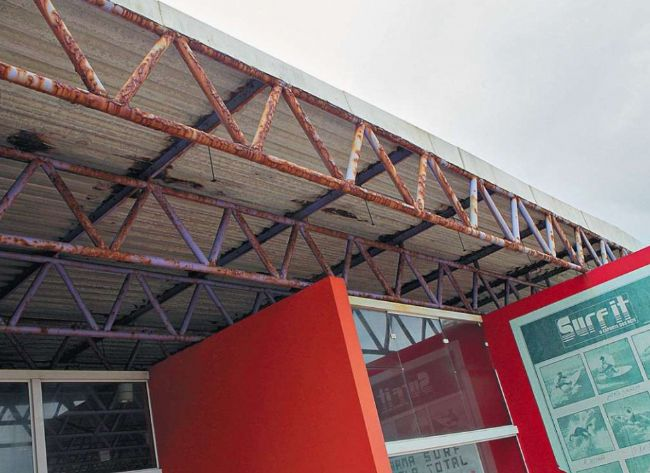
Estrutura em 2013

Em julho de 2009, cerca de seis meses após sua inauguração, o museu foi fechado por 180 dias para reparos devido a ferrugem presente na estrutura de metal da edificação. Mesmo após sua reabertura alguns problemas estruturais e a ausência de manutenção ainda se fizeram presentes, causando a retirada de parte do acervo do local.
Segundo divulgado pela Secretaria de Desenvolvimento Urbano de Santos em janeiro de 2014, um novo projeto para o museu do surf já está pronto. A obra prevê o uso de materiais de acabamento mais adequados ao local, como estruturas de alumínio e pilares de concreto, respeitando o projeto inicial desenvolvido pelo arquiteto Ruy Ohtake. A reconstrução do museu deve iniciar em 2015.

## Tour Virtual
Imagens do museu e seu acervo constam no site de buscas Google, possibilitando um "tour virtual" do museu ainda em funcionamento.